# Frederick Koolhoven
Frederick Kolhoven (Bloemendaal, 11 gennaio 1886 – Haarlem, 1º luglio 1946) è stato un ingegnere olandese, che progettò numerosi tipi di aeromobili, tra i quali ricordiamo: Armstrong Whitworth F.K.8, Armstrong Whitworth F.K.10, BAT F.K. 23 Bantam, BAT F.K.26 Commercial, Koolhoven F.K.51, Koolhoven F.K.55, Koolhoven F.K.58.

## Biografia

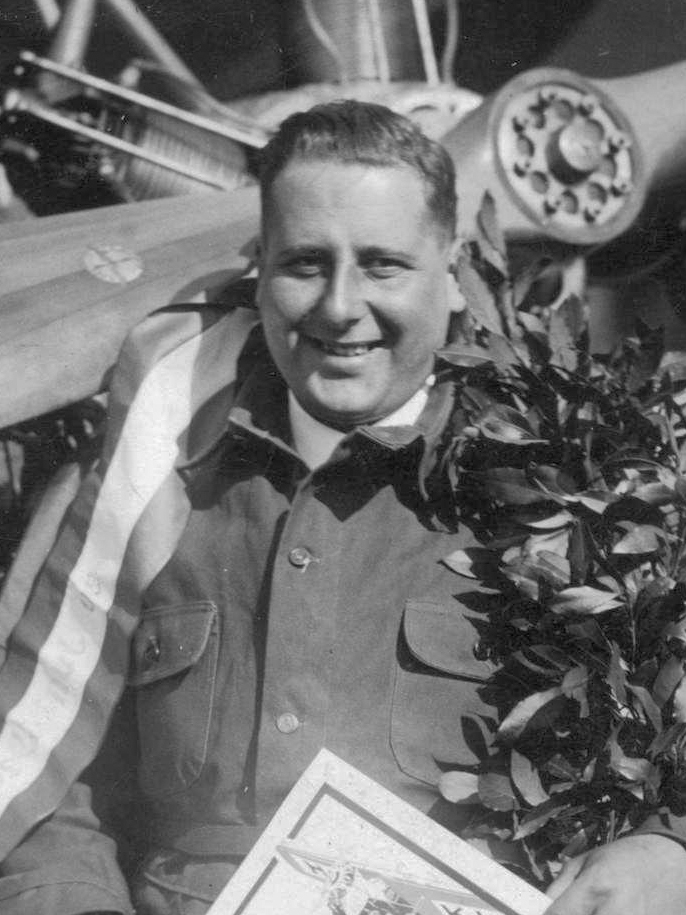
Frederick 'Frits' Koolhoven fotografato nel 1920.

Nacque a Bloemendaal, nei Paesi Bassi, l'11 gennaio 1886, figlio di Abraham Koolhoven, consigliere di Bloemendaal e Adriana Johanna Lonbar Petri. Dopo aver studiato come ingegnere meccanico, nel 1907 come si trasferì in Belgio per andare a lavorare presso la fabbrica di automobili e motocicli Minerva ad Anversa, partecipato anche ad alcune gare e raduni per conto del costruttore. Il 27 luglio 1909 sposò la signorina Marie Jeanne Elise Duchateau, da cui divorziò nel 1912 senza avere avuto figli. Nel 1910, interessatosi al mondo dell'aviazione, si dimise dalla fabbrica e, trasferitosi in Francia, si iscrisse alla scuola di volo dei fratelli Hanriot a Bétheny, nelle vicinanze di Reims, dove ottenne la licenza di pilota, numero 290, l'8 novembre 1910. Acquistato un velivolo Hanriot ritornò in Patria, andando a lavorare presso la compagnia aeronautica Maatschappij voor Luchtvaart, appositamente fondata per promuovere l'aviazione organizzando show e gare aeronautiche. Fu coinvolto nella costruzione del primo aereo di costruzione olandese,  l'"Heidevogel". La ditta per il quale lavorava fallì nel 1911, ed allora ritornò in Francia dove fu assunto presso la Société Provisoire des Aéroplanes Deperdussin,  entrando nello studio di progettazione di Louis Béchereau, progettista dei velivoli monoscocca ("monocoque")  Deperdussin, considerati i più moderni dell'epoca.  Nell'estate del 1912 fu promosso direttore della British Deperdussin Company Ltd., filiale inglese della ditta, e si trasferì in Gran Bretagna. Quando nel 1914 la ditta cessò l'attività, passò a lavorare presso la Armstrong Whitworth Aircraft,  passando poi, dal 1917, come capo progettista alla British Aerial Transport Company  insieme al capo disegnatore Robert B.C. Noorduyn. Nell'immediato dopoguerra progetto un velivolo da trasporto commerciale, il BAT F.K.26 Commercial che non ebbe successo, e quando la ditta chiuse l'attività, nel 1920, rientrò definitivamente in Olanda, andando a lavorare presso la fabbrica automobilistica Spyker. 
Nel 1921 un gruppo di uomini d'affari fondò a Den Haag la Nationale Vliegtuig Industrie (NVI) e lo assunse come capo progettista. La compagnia rimase in attività per quattro anni, realizzato molti progetti tecnicamente avanzati, che riscossero interesse a livello mondiale, ma non ottennero ordini di produzione.  Quando la società fu posta in liquidazione, egli convinse diversi azionisti ad investire ancora rilevando i beni della società e dando vita ad una nuova azienda, la NV Koolhoven vliegtuigen. 
La nuova azienda iniziò ad operare sull'aeroporto di Waalhaven, vicino a Rotterdam, nel corso del 1926, realizzando inizialmente velivoli da turismo, da addestramento e di linea. Molti di essi rimasero allo stadio di prototipo. Divenuta la seconda compagnia di produzione aeronautica dei Paesi Bassi, dietro la Fokker, nel 1938 la fabbrica contava 1.200 dipendenti e operava in uno stabilimento della superficie di 8.000 metri quadrati. 
Dopo l'attacco tedesco a ovest del 10 giugno 1940, che coinvolse contemporaneamente Belgio, Francia e Paesi Bassi, lo stabilimento di Waalhaven fu distrutto dai bombardamenti tedeschi. Per ragioni sconosciute divenne membro del Nationaal-Socialistische Beweging (NSB), ma non svolse altro che un programma radiofonico destinato ai giovani. Dopo la guerra fu arrestato dalla polizia olandese a causa della sua appartenenza all'NSB, imprigionato nel campo di concentramento del Sectorpark vicino a Halfweg fu rilasciato alcuni giorni dopo. Si spense per un ictus a Haarlem il 1 luglio 1946.
Il 26 novembre 1924 aveva sposato in seconde nozze Catharina Johanna Louisa Hoevels di cui adottò il figlio avuto da un precedente matrimonio.

## Progetti

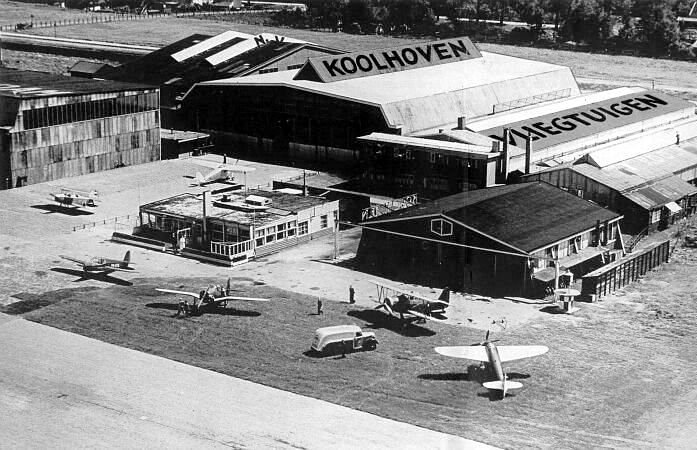
Lo stabilimento della fabbrica Koolhoven a Waalhaven, fotografato nel 1939.

- Armstrong Whitworth FK3[6]
- Armstrong Whitworth FK8[6]
- Armstrong Whitworth F.K.10
- BAT F.K. 23 Bantam[11]
- BAT FK26 Commercial
- Koolhoven Holland I[12]
- Koolhoven Holland II[12]
- Koolhoven Holland 12[12]
- NVI F.K.29[10]
- Koolhoven F.K.30[10]
- NVI F.K.31[10]
- NVI F.K.32[10]
- NVI F.K.33[10]
- NVI F.K.34[10]
- NVI F.K.35[10]
- Koolhoven F.K.36[12]
- Koolhoven F.K.37[12]
- Koolhoven F.K.38
- Koolhoven F.K.39
- Koolhoven F.K.40[12]
- Koolhoven F.K.41[12]
- Koolhoven F.K.42[12]
- Koolhoven F.K.43[12]
- Koolhoven F.K.44[12]
- Koolhoven F.K.45[12]
- Koolhoven F.K.46
- Koolhoven F.K.47
- Koolhoven F.K.48 Ajax[12]
- Koolhoven F.K.49
- Koolhoven F.K.50
- Koolhoven F.K.51[12]
- Koolhoven F.K.52
- Koolhoven F.K.53
- Koolhoven F.K.54
- Koolhoven F.K.55
- Koolhoven F.K.56
- Koolhoven F.K.57
- Koolhoven F.K.58
- Koolhoven F.K.59

## Automobili
- Spyker C4

### Annotazioni
1. ↑  Si trattava di una sorta di copia del biplano Farman, dotata di gondola per passeggeri.
2. ↑  Nata Hövels, cambio di cognome l'11 settembre 1906.

### Fonti
1. 1 2 3 4 5 6 7 8 9 10 11 12 13 14  Gracesguide.
2. 1 2 3 4 5 6 7 8 9 10  Ziggo.
3. ↑  Mancini 1936, p. 564.
4. 1 2  Hallion 2003, p. 320.
5. ↑  Mancini 1936, p. 232.
6. 1 2 3  Mancini 1936, p. 50.
7. ↑  Mancini 1936, p. 123.
8. 1 2  Bluffield 2014, p. 107.
9. 1 2 3  Mancini 1936, p. 461.
10. 1 2 3 4 5 6 7 8 9  Mancini 1936, p. 377.
11. ↑  Mancini 1936, p. 75.
12. 1 2 3 4 5 6 7 8 9 10 11 12 13  Mancini 1936, p. 378.